# 거짓말 (2000년 영화)
"거짓말"은 장선우가 감독한 영화이다. 2000년 1월 8일에 개봉하였다. 장정일의 "내게 거짓말을 해봐"가 원작이다. 1999년 8월과 10월에 등급 보류 판정을 받았으며, 개봉이 미뤄지자 불법 비디오와 CD가 유통되기도 하였다.

## 등급 보류 파동
1999년 8월 영상등급위원회에서 "미성년자와의 변태적인 성관계와 가학 행위를 여과없이 묘사해 사회 통념에 어긋난다"며 등급 보류 결정을 내렸다. 제작사인 신씨네는 8월 17일 기자와 평론가를 초대하여 시사회를 열었고 호평을 받았다. 또한 베니스 영화제에 출품되면서 호평을 받았으나 이에 관해 바티칸에서 반대 성명을 발표하기도 하였다. 격렬한 찬반 논쟁 속에 같은 해 10월 다시 재심의를 거쳤으나 그럼에도 불구하고 등급 보류 판정을 받았다. 영화가 등급 보류 판정을 받자 영화에 대한 관심이 증폭되었고 불법 비디오와 CD가 유통되기도 하였다.

## 줄거리
제이는 꽤나 잘나갔지만 슬럼프에 빠져 아무것도 하지 않는 조각가이다. 와이는 중소 도시에서 살고 있는 고등학생이다. 와이의 친구 우리는 갑자기 공부도 하지 않고 제이의 작품집만 들여다 본다. 와이는 우리를 딱하게 여기고 순전히 우리를 제이에게 소개시켜줄 생각으로 제이에게 전화를 건다. 와이의 전화를 받은 제이는 와이의 목소리에 반하고 둘은 한 달 동안 폰섹스를 한다.
졸업을 얼마 남겨두지 않고 와이는 제이를 만나기로 한다. 처음에는 어색했지만 둘은 금세 친밀해 진다. 다시 만난 와이와 제이는 격렬하게 섹스를 하고 제이는 와이의 엉덩이를 때린다. 이때쯤 제이의 아내는 파리로 떠나버리는데 제이는 아내와 섹스할 때도 아내를 때렸던 것이다. 시간은 흘러 와이는 여대생이 되고 제이는 처음에는 손으로 엉덩이를 때리다 회초리, 철사줄, 대걸레를 가져와 때린다. 제이는 와이를 때리다 자신을 때려줄 것을 부탁한다. 와이는 처음에는 주저하다 시작이 지날수록 제이를 때리는 데에 능숙해진다.
그러나 와이의 오빠가 제이와의 관계를 알게 되면서 둘은 헤어지게 된다. 어느 날 아내와 파리에 있는 제이에게 와이가 찾아온다. 곡괭이 자루 하나만 들고. 다음 날 와이는 브라질로 떠난다. 아내는 제이에게 허벅지에 쓰인 내님이 누구냐고 묻고 제이는 거짓말을 한다.

## 출연 배우

### 주인공
- 이상현 - 제이 역
- 김태연 - 와이 역

### 주변 인물
- 전혜진 - 우리 역
- 최현주 - 아내 역
- 한관택 - 오빠 역
- 권혁풍 - 화단 선배 역
- 정영금 - 선배 부인 역
- 신민수 - 어린 제이 역
- 조영선 - 제이 부 역
- 안미경 - 칼국수집 주인 역
- 염금자 - 갈비집 아줌마 역
- 최부호 - 여관 주인 남 역
- 고혜원 - 여관 주인 여 역
- 곽철진 - 택시기사 1 역
- 이진호 - 택시기사 2 역
- 전재섭 - 칼국수 집 남 역
- 임미란 - 칼국수 집 여 역

## 제작진
- 감독 : 장선우
- 조감독 : 인진미, 신동환, 조근식, 김우재, 박경목
- 각본 : 장선우
- 원작 : 장정일
- 촬영 : 김우형
- 촬영팀 : 김홍국, 최진웅, 최주영, 김태경
- 조명 : 최성원
- 조명팀 : 고낙선, 박민수, 이길훈, 고병철, 국수란
- 스틸 : 황석문
- 기획 : 김무령, 장순성
- 제작 : 신철
- 공동제작 : 김형준
- 제작총지휘 : 박건섭
- 제작부장 : 김정수
- 제작진행 : 류종호, 정헌조, 정병욱
- 동시녹음 : 이영길
- 음향 : 김석원
- 사운드 이펙트 : 김창섭, 이석민
- 음악 : 달파란
- 미술 : 김명경
- 분장 : 장진, 송미숙
- 의상 : 박신연
- 편집 : 박곡지
- 편집어시스턴트 : 남나영
- 네가편집 : 남나영, 정진희
- 비디오자막편집 : 안병근
- 현상 : 힐리우드필름랩
- 텔레시네 : A&D
- 색보정 : 이용기
- 마케팅 : 김수연, 문환이
- 의상/분장팀 : 박신연
- 녹음부 : 변희철, 조남길
- 폴리 : 황진수, 김학준
- 예고편 : 김범주
- 홈페이지 : 홈페이지, 맨인씨네마
- 마케팅 책임 : 한진, 최수영
- 디지털비디오 : 김용균
- 자막 : 주광동
- 발전차 : 이승준
- 운송 : 신순식, 이진호
- 보조출연 : 서울원이벤트, 대구한국방송연극문화예술원
- 필름판매 : 홍성곤
- 카메라대여 : CINERENTHONGKONG
- 장비대여 : 무비 캠
- 러쉬현상 : 영화진흥공사
- 키네코, 옵티컬 : IMAGICA, Japan
- 광고디자인 : 나무디자인
- 인터내셔날 코디네이터 : 폴리
- 번역 : 성지원, KIM Tyler
- PPL 컨설턴트 : 박성우
- 회계 : 박성민
- 관리 : 정유진